# 森昌子のあったかライフ
森昌子のあったかライフ（もりまさこのあったかライフ）は、MBSラジオで放送されていた音楽・トーク番組である。

## 概要
- 森昌子は1979年10月〜1980年4月放送の『高橋元太郎と森昌子のほかほか大放送』（ニッポン放送）以来29年ぶりにディスクジョッキーを担当する。
- 森と同世代、あるいはそれに近い団塊の世代をメインの聴取層とし、リスナーからのお便りを紹介しつつ、森が普段から考えていることや最近の音楽活動などについて語る。番組では関秀章（コラムニスト）との対談形式をとっている。
- 関西ローカルだが、森の仕事の関係で主に東京都のスタジオで収録する。
- エンディングテーマは2009年2月発売の「子供たちの桜」

放送日時
- 日曜日 8:40 - 8:55

2009年4月12日 - 2010年9月

## 特別番組
2009年9月23日17:54-21:00に「森昌子のあったかライフスペシャル・決定版これがホンマの紅白歌合戦」なる3時間特番が放送された。
- 通常はMBSタイガースナイターの時間帯に当たるが、この日は横浜ベイスターズ対阪神タイガース（横浜スタジアム）がデーゲームでの開催であるため、通常の水曜ナイターの協賛スポンサーの提供枠を含めてデーゲーム「MBSタイガースナイタースペシャル・デーゲーム中継」に移動し、この時間帯は通常同番組を単独協賛する「ライスフォースのアイム」がCM枠を3時間強買い取って放送したものである。
- これは歴代の紅白歌合戦出場歌手（存命者・物故者を問わず）はもとより、紅白に出場する機会が殆どない歌手、海外の楽曲も含めて、それを男女（紅白）対抗で紹介した。森が紅組、関が白組のキャプテンを務め、また伊藤広（元MBSアナウンサー。現在東京支社ラジオ営業）がアシスタントとして番組を進行した。